# Interfaz Digital Serial

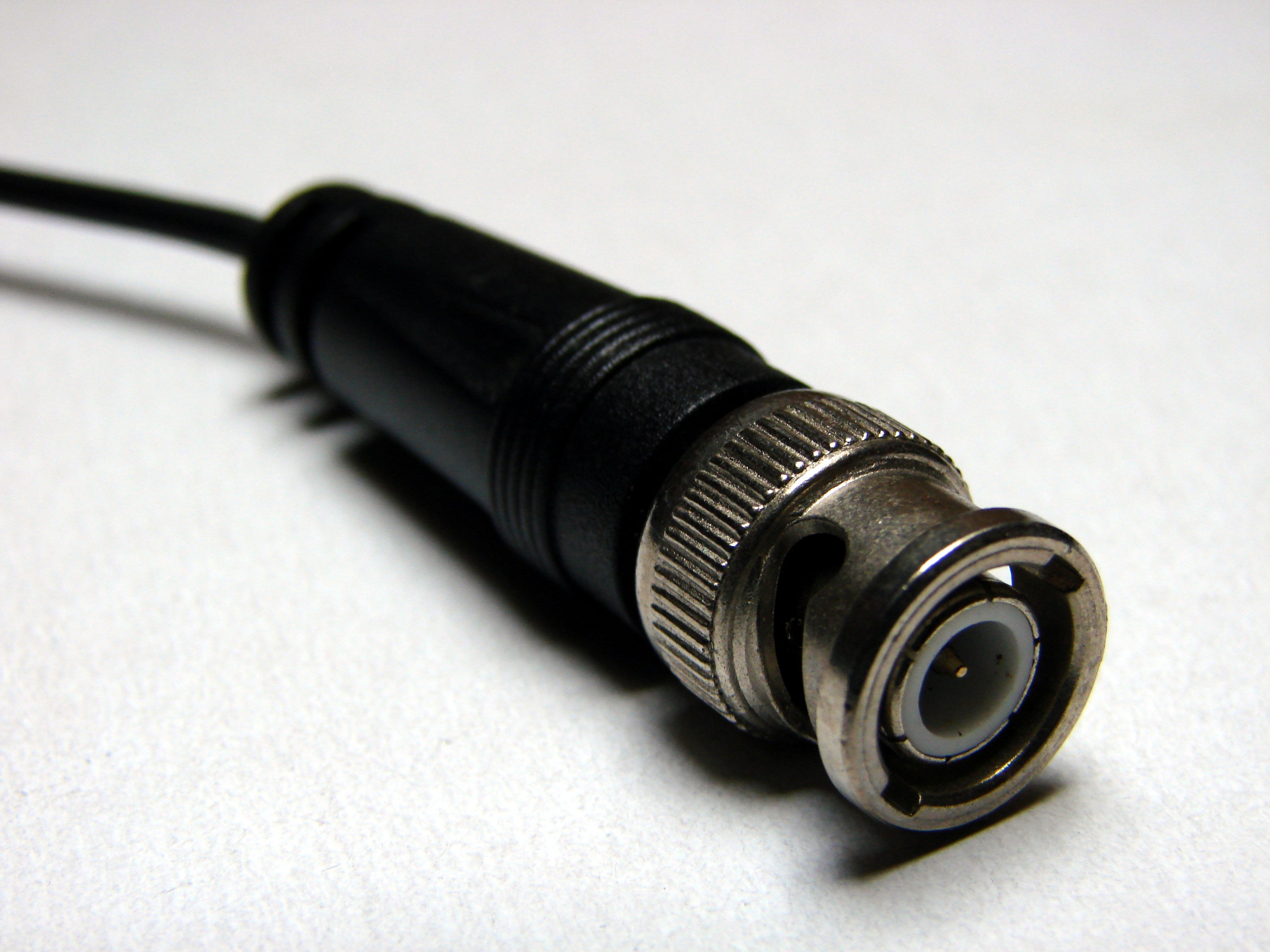
Conector BNC como los empleados en SDI.

La interfaz serie digital (SDI por sus siglas en inglés), es una familia de interfaces de video digital estandarizada inicialmente por la SMPTE (Sociedad de Ingenieros de Cine y Televisión) en 1989.
Utilizada principalmente para la transmisión de señal de video sin compresión (vídeo RGB) y sin encriptación (incluyendo opcionalmente audio). También se utiliza para la transmisión de paquetes de datos y barras de color para señales HD-SDI para Smpte 292M, para región 1 (50 %) y región 3 (10 %).[cita requerida]
Las especificaciones de este formato están en la recomendación ITU-R-BT 656 para la transmisión de señales de video en componentes digitales, utilizando un flujo de 270 Mb/s.

## Características
- Es un estándar únicamente para dispositivos profesionales ya que en muchos acuerdos de concesión de licencias, se restringe el uso de señal sin cifrar y prohíbe el uso por dispositivos domésticos, es decir, diseñados para entornos de producción.
- Esta interfaz está especialmente diseñada para operaciones en distancias muy cortas (aproximadamente 300 m) y con tasas de bits muy elevadas que impiden las transmisiones a largas distancias.
- Utilizan datos no comprimidos.

## Capas de la SDI

### Capa física

Sección de un cable coaxial.
1: núcleo conductor.
2: aislante.
3: malla conductora.
4: cubierta protectora.

Es la capa de las conexiones físicas constituida por cables coaxiales y conectores BNC de 75 ohms. Los diferentes tipos de cables tienen varias propiedades físicas que permiten que una señal digital se propague a lo largo de una cierta longitud de cable. El fabricante del cable puede facilitar especificaciones para la distancia máxima recomendada que debe utilizarse para transportar señales de alta definición (HD) y definición estándar (SD) del tipo SDI por un cable determinado.
Hay otros factores que pueden afectar la decisión sobre qué tipo de cable se utilizará y cómo asegurarse de que el cable se instala correctamente:
- El índice de temperatura del cable debe estar de acuerdo con el ambiente en que se utilizará.
- Las dimensiones físicas del cable afectarán el tipo de conector BNC que se tenga que utilizar en la instalación.
- El grosor del cable afectará al radio de curvatura máximo y la tensión de estiramiento que se le dará durante la instalación.
- El peso del cable y los múltiples puntos de apoyo o vínculos deben entrar en consideración, ya que pueden causar tensiones en los cables una vez instalados.
- Las sujeciones mecánicas usadas no deben alterar el diámetro del conductor exterior so pena de causar desadaptaciones de impedancia.

### Capa de datos
- El estándar SDI utiliza palabras de datos que son de 8 o 10 bits de longitud y o velocidad.
- Posee 16 canales de audio disponibles para conectar a diferentes dispositivos.
- El submuestreo de croma que utiliza es del tipo 4:2:2 YCbCr.
- Los bloques de datos de video están delimitados por las señales de referencia temporal, denominadas SAV y EAV las cuales sirven para indicar a qué campo pertenecen las líneas (par/impar) y si son líneas de borrado.
  - La primera secuencia de sincronización se llama EAV (fin del vídeo activo) e indica el comienzo de la línea.
  - La siguiente secuencia indica el SAV (principio del vídeo activo) que marca el final. La estructura de estos datos, tanto en el intervalo horizontal, HANC (auxiliar horizontal), como en el intervalo vertical, VANCE (auxiliar vertical), están definidos en la recomendación UIT-R BT.1364.

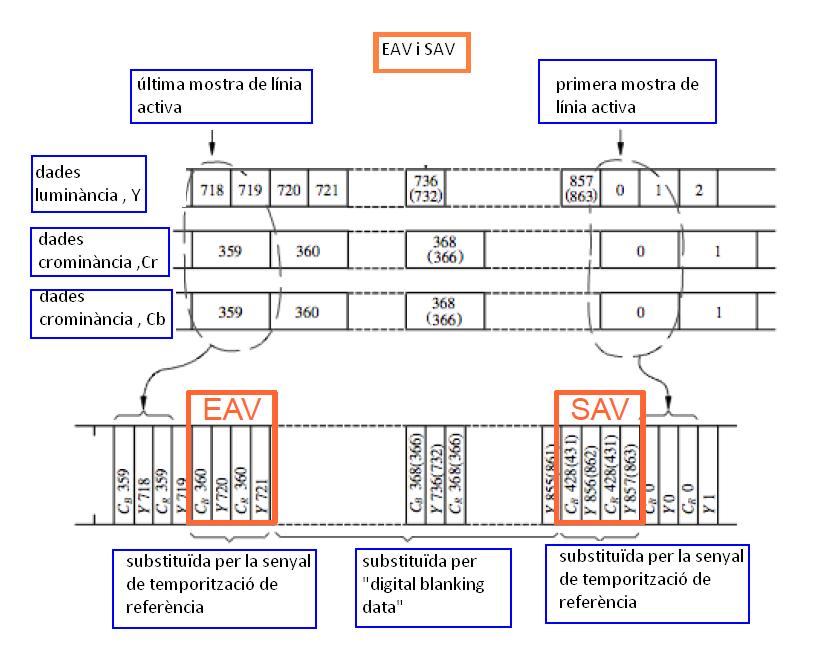
Representación de las señales digitales EAV y SAV.

- En la capa de datos se hallan dos modelos: paralelo y serie.
  - Paralelo:
    - Usa de 8 a 10 conductores (uno por cada bit).
    - Cable dedicado por un reloj de 27 MHz.
    - Los cables que se utilizan son cables balanceados de hasta 200 metros.
    - La codificación de los bits se hace en formato de códigos NRZ (no regreso a cero).

  - Serie:
    - Utiliza palabras de 10 bits.
    - Realiza una codificación previa, para garantizar una sincronización óptima.
    - Utiliza cables coaxiales o de fibra óptica.
    - La codificación de los bits se hace en formato NRZI (no regreso a cero invertido) y se usa un registro de información de desplazamiento lineal para cifrar los datos y reducir la probabilidad de que las cadenas largas de ceros o unos, estén presentes en la interfaz. La elaboración de la secuencia se realiza mediante la detección de un patrón especial de sincronización, que consiste en una secuencia de diez unos seguido de veinte ceros. Este patrón de bits es legal dentro de la señal de datos.

## Formato de datos

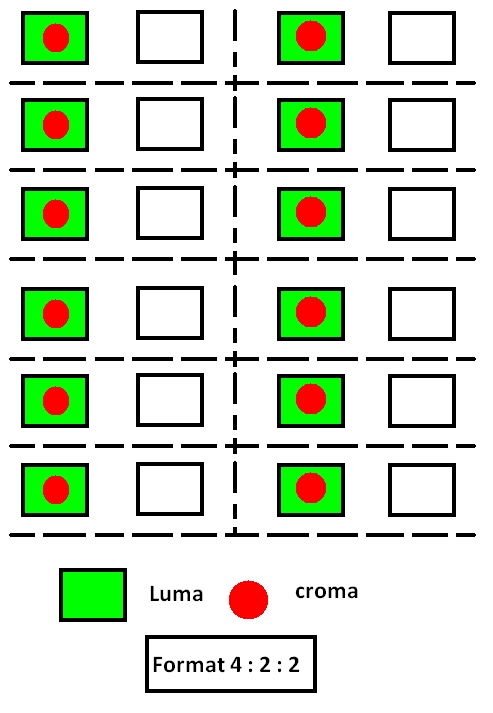
Submuestreo de la croma con formato 4:2:2.

Tanto en las aplicaciones de SD como en HD, el formato de datos en paralelo se define en 10 bits, mientras que en aplicaciones de alta definición (HD), que es de 20 bits de ancho, dividida en dos de 10 bits (conocido como Y y C).
El flujo de datos SD organiza así:
- Cb Y Cr Y Cb 'Y Cr Y'

Mientras que los flujos de datos HD organizan de esta manera:
- Y
  - Y Y 'Y Y' Y Y 'Y Y'
- C
  - Cb Cr Cb Cr Cb Cr Cb Cr

Para todas las interfaces digitales en serie, la codificación de color nativo es 4:2:2 en formato YCbCr. El canal de luminancia (Y) se codifica con el ancho de banda (13.5 MHz a 270 Mb/s SD, y aproximadamente a 75 MHz en HD), y los dos canales de crominancia (Cb y Cr) son submuestras horizontal, y se codifica la mitad del ancho de banda (6.75 MHz).
Anteriormente, la (Y) se refería a muestras de luminancia, y (C) en las muestras de crominancia. Cr y Cb se refieren a la diferencia de color. Esta sección solo trata de la codificación de color nativo de la SDI, otras codificaciones de color son posibles mediante el tratamiento de la interfaz como un genérico de 10 bits de datos del canal.

### Medidas de errores CRC
Se puede utilizar un código CRC (comprobación de redundancia cíclica) para dar información al operador, o incluso hacer sonar una alarma externa si los datos no llegan intactos.
- En los formatos de alta definición cada línea de video lleva un par de códigos CRC con valores separados por luminancia y crominancia,

- Para los formatos de definición estándar, el CRC se inserta en el intervalo vertical después del punto de conmutación. Se define en SMPTE RP165, y define el método opcional para la detección y manejo de los errores de datos. Se calculan dos palabras de 16 bits, con valores separados de CRC para las señales de campo completo y de imagen activa. La parte de campo completo incluye todos los datos transmitidos exceptuando las líneas reservadas para conmutación en intervalo vertical (líneas 9 a 11 en sistemas de 525 líneas y líneas 5 a 7 sistemas de 625 líneas PAL). La parte de Imagen Activa cubre solamente las palabras de datos correspondientes a la parte activa de video comprendidas entre SAV y EAV, pero sin incluirlas. Las líneas medias (correspondientes al formato analógico, es decir líneas 23 y 623) no se incluyen. Los monitores digitales pueden mostrar los valores de CRC y alarmas en cualquiera de los errores CRC.

### Sincronización de paquetes
La sincronización de paquetes (conocido como la señal de referencia de la sincronización o TRS) se produce inmediatamente antes de la primera muestra activa en cada línea, e inmediatamente después de la última muestra activa (y antes del inicio de la región borrado horizontal).
El paquete de sincronización se compone de cuatro palabras de 10 bits, las tres primeras palabras son siempre los mismos valores [0x3ff, 0, 0] y el cuarto se compone de 3 bits, junto con un código de corrección de errores. Como resultado, hay 8 paquetes de sincronización de diferentes posibles.
- En el HD-SDI de doble enlace y las interfaces, los paquetes de sincronización deben ocurrir simultáneamente.
- En SD-SDI y las interfaces de mayor definición, solo hay un flujo de datos, y por tanto solo un paquete de sincronización a la vez. Aparte de la cuestión del número de paquetes que aparecen, su formato es el mismo en todas las versiones de la interfaz en serie digital.

Los bits de la máscara se encuentran en la cuarta palabra (comúnmente conocida como la palabra XYZ). Cabe destacar de H, F y V.
- El bit H indica el comienzo de horizontal en blanco y bits de sincronización inmediatamente anterior a la región de blanqueo horizontal H debe tener establecido una. Estos paquetes se conoce comúnmente como el final del video activo, o paquetes de EAV.
- Del mismo modo, el paquete que aparece inmediatamente antes del comienzo del video activo tiene 'Ha 0, este es el comienzo del video activo o un paquete de SAV.
- Del mismo modo, el bit V se utiliza para indicar el inicio de la región de supresión vertical.
  - Un paquete de EAV con V igual a uno indica que la línea siguiente es parte del intervalo vertical,
  - Un paquete de EAV con V igual a cero indica que la línea que sigue es parte de la imagen activa.
- El bit F se utiliza en formatos entrelazados y segmentado marco para indicar si la línea llega desde el campo primero o segundo (o segmento). En los formatos de exploración progresiva, el bit F siempre se establece en cero.

### Línea y numeración de las muestras
Cada muestra dentro de un flujo de datos se le asigna una única línea y un número de muestra. En todos los formatos, la primera muestra inmediatamente después de que el paquete de SAV se le asigna el número de muestra 0, la siguiente muestra es la primera.
En las interfaces de SD, donde solo hay un flujo de datos, la muestra cero se encuentra en una muestra de Cb. Del mismo modo, la primera muestra en el flujo de datos de C es el banco central, seguido de Cr, seguido por Cb nuevo.
Las líneas se numeran secuencialmente a partir del uno hasta el número de líneas por cuadro (en general 525, 625, 750, o 1125 [HDV de Sony]). La Determinación de la línea uno es un poco arbitrario, pero es inequívocamente especificadas por las normas pertinentes. En los sistemas de 525 líneas, la primera línea de la vertical en blanco es la línea uno, mientras que en otros sistemas de entrelazado (625 y 1125 líneas), la primera línea después de las transiciones F bits a cero es la línea uno.

## Datos auxiliares
- En los periodos entre EAV y SAV se aprovechan para enviar datos auxiliares como audio, metadatos, señalización...
- Los diferentes formatos que toman estos datos auxiliares se encuentran en diferentes estándares:

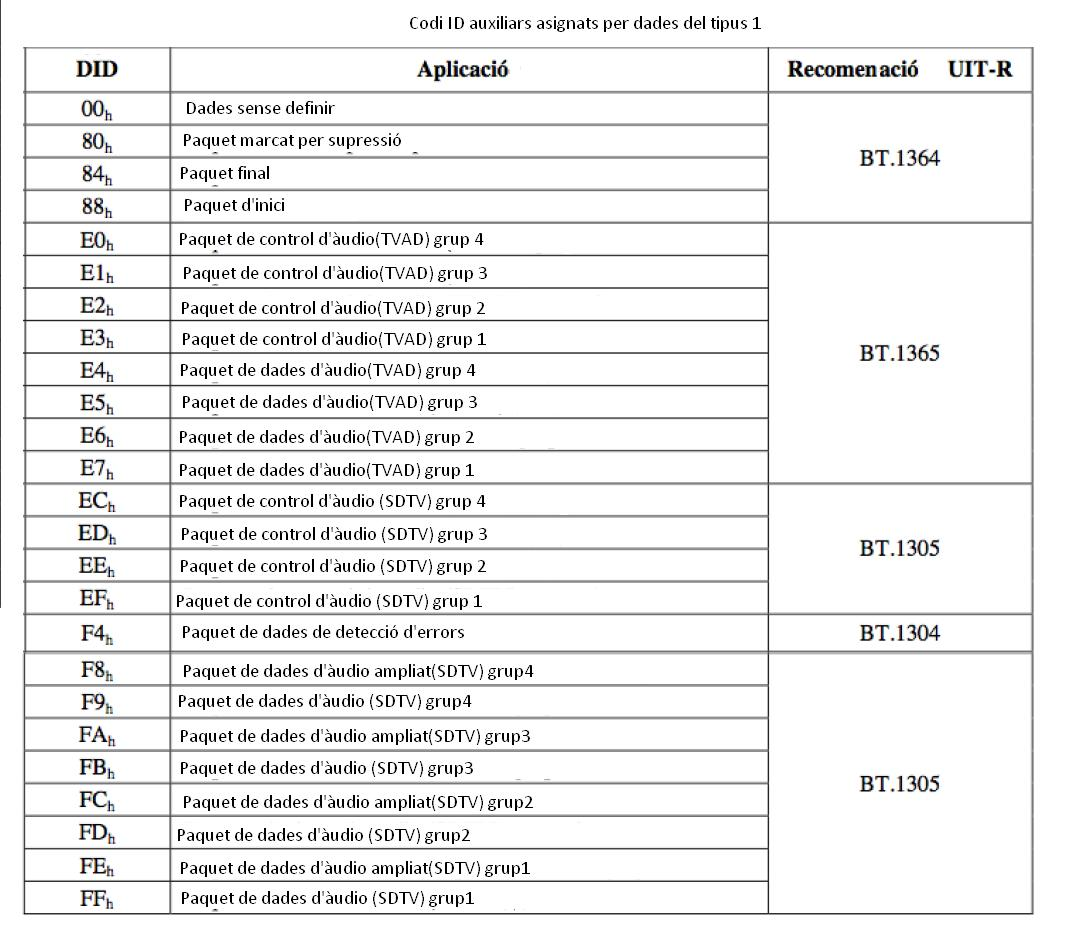
Tabla con código ID auxiliares asignados por datos de tipo 1.

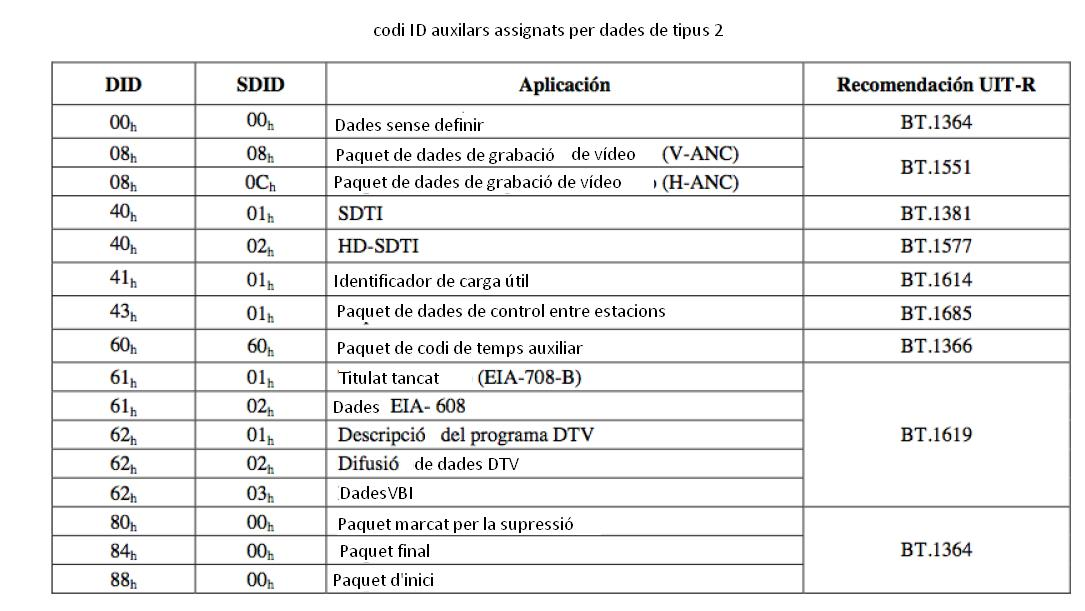
Tabla con código ID auxiliares asignados por datos de tipo 2.

## Interfaces relacionadas
Además de la SDI, hay interfaces similares, que son similares o están contenidas dentro de una interfaz digital en serie.
- SDTI: no es una especificación extendida SDTI (interfaz de transporte de datos en serie), que permite comprimir (por ejemplo, DV, MPEG y otros) secuencias de video para ser transportadas a través de una línea de SDI. Esto permite múltiples flujos de video en un cable con una transmisión muy rápida. La interfaz SDTI especifica mediante SMPTE 305m. La interfaz HD-SDTI especifica mediante SMPTE 348m.
- G.703: el estándar G.703 es otra interfaz digital de alta velocidad, diseñado originalmente para la telefonía.

## Estándares
- SMPTE[3][4][5]

| Estándar     | Nombre           | Tasa de transferencia                                        | Formato de ejemplo      |
| ------------ | ---------------- | ------------------------------------------------------------ | ----------------------- |
| SMPTE 259M   | SD-SDI           | 270 Mbit/s, 360 Mbit/s, 143 Mbit/s, y 177 Mbit/s             | 480i, 576i              |
| SMPTE 344M   | ED-SDI           | 540 Mbit/s                                                   | 480p, 576p              |
| SMPTE 292M   | HD-SDI           | 1,485 Gbit/s, y 1,485/1001 Gbit/s                            | 720p, 1080i, 1080p25/30 |
| SMPTE 372M   | Dual Link HD-SDI | 2,970 Gbit/s, y 2,970/1,001 Gbit/s                           | 1080p50/60              |
| SMPTE 424M   | 3G-SDI           | 2,970 Gbit/s, y 2,970/1,001 Gbit/s                           | 1080p50/60              |
| SMPTE 2081-1 | 6G-SDI           | 5,94 Gbit/s, y 5,94/1,001 Gbit/s                             | 4K 2160p25/30           |
| SMPTE 2082-1 | 12G-SDI          | 11,88 Gbit/s, y 11,88/1,001 Gbit/s y enlace múltiple 12G-SDI | 4K 2160p50/60           |

- ITU-R BT.656

La recomendación ITU-R BT 656, también llamada ITU656, describe un protocolo de video digital sin comprimir para transmitir en PAL o NTSCTV (525 o 625 líneas). Este protocolo se basa en los parámetros de codificación de vídeo digital (4:2:2).
Este estándar se puede implementar para transmitir valores de 8 bits o 10 bits. Puede presentar un formato de transmisión en serie o paralelo.
Para la transmisión se usan señales de video en componentes digitales, utilizando un flujo de 270 Mb/s. Los datos de este flujo contienen la información de luminancia muestreada a 13.5 MHz y de las dos señales diferencia de color muestreadas a 6.75 MHz respectivamente (Cb y Cr).